# Atherigona albistyla
Atherigona albistyla är en tvåvingeart som först beskrevs av Deeming 1971.  Atherigona albistyla ingår i släktet Atherigona och familjen husflugor.
Artens utbredningsområde är Nigeria. Inga underarter finns listade i Catalogue of Life.